# Give a Girl a Break
Give a Girl a Break is een Amerikaanse muziekfilm uit 1953 onder regie van Stanley Donen. De film werd destijds uitgebracht onder de titel Geef dat kind een kans.

## Verhaal
Vlak voor de première van een nieuwe voorstelling gaat de steractrice ervandoor. Regisseur Ted Sturgis moet zo gauw mogelijk een opvolgster vinden. Na de audities blijven er nog drie actrices over.

## Rolverdeling
| Acteur           | Personage                   |
| ---------------- | --------------------------- |
| Marge Champion   | Madelyn Corlane             |
| Gower Champion   | Ted Sturgis                 |
| Debbie Reynolds  | Suzy Doolittle              |
| Helen Wood       | Olga Bradshaw / Joanna Moss |
| Bob Fosse        | Bob Dowdy                   |
| Kurt Kasznar     | Leo Belney                  |
| Richard Anderson | Burton Bradshaw             |
| William Ching    | Anson Prichett              |
| Lurene Tuttle    | Mevrouw Doolittle           |
| Larry Keating    | Felix Jordan                |
| Donna Martell    | Janet Hallson               |